# Barbora Hermannová
Barbora Hermannová (Ostrava, 7 november 1990) is een Tsjechisch beachvolleyballer. Ze heeft zich driemaal gekwalificeerd voor de Olympische Spelen.

## Carrière

### 2008 tot en met 2015
Hermannová deed in 2008 voor het eerst mee aan internationale beachvolleybaltoernooien. Met Michala Kvapilová werd ze dat jaar negende bij de wereldkampioenschappen onder 19 in Den Haag en met Štepánka Štastná debuteerde ze in Mysłowice in de FIVB World Tour. Het seizoen daarop speelde ze enkele FIVB-toernooien met Šárka Nakládalová. Met Martina Bonnerová nam ze bovendien deel aan de Europese kampioenschappen onder 20 in Griekenland en werd ze vierde bij de WK onder 21 in Blackpool. Hermannová en Bonnerová vormden vervolgens een vast team tot en met 2015. In 2010 einigden ze als zevende bij de EK onder 23 op Kos en als vijfde bij de WK onder 21 in Alanya. Het daaropvolgende seizoen namen ze deel aan drie toernooien in de World Tour en behaalden ze een zevende plaats bij de EK onder 23 in Porto. In 2012 was het duo actief op negen mondiale toernooien met een negende plaats in Gstaad als beste resultaat. Bij de EK in Scheveningen werden ze in de kwartfinale uitgeschakeld door de Grieksen Maria Tsiartsiani en Vasiliki Arvaniti.
Het jaar daarop deden Hermannová en Bonnerová mee aan negen reguliere FIVB-toernooien waarbij ze tot twee negende plaatsen kwamen (Fuzhou en Den Haag). Bij de WK in Stare Jabłonki strandde het duo na drie verloren duels in de groepsfase en bij de EK in Klagenfurt was het Duitse tweetal Katrin Holtwick en Ilka Semmler in de achtste finale te sterk. In 2014 namen Hermannová en Bonnerová deel aan vijftien toernooien in de World Tour. In Mangaung boekten ze hun eerste overwinning en verder behaalden ze drie vijfde plaatsen (Anapa, Xiamen en Paraná). Bij de EK in Cagliari verloren ze in de achtste finale van de Duitsen Laura Ludwig en Kira Walkenhorst. Het daaropvolgende seizoen speelden ze tot juni nog acht reguliere wedstrijden in het mondiale circuit waarbij ze niet verder kwamen dan twee zeventiende plaatsen in Fuzhou en Praag. Bij de WK in Nederland strandden ze opnieuw in de groepsfase. 

### 2015 tot en met 2020

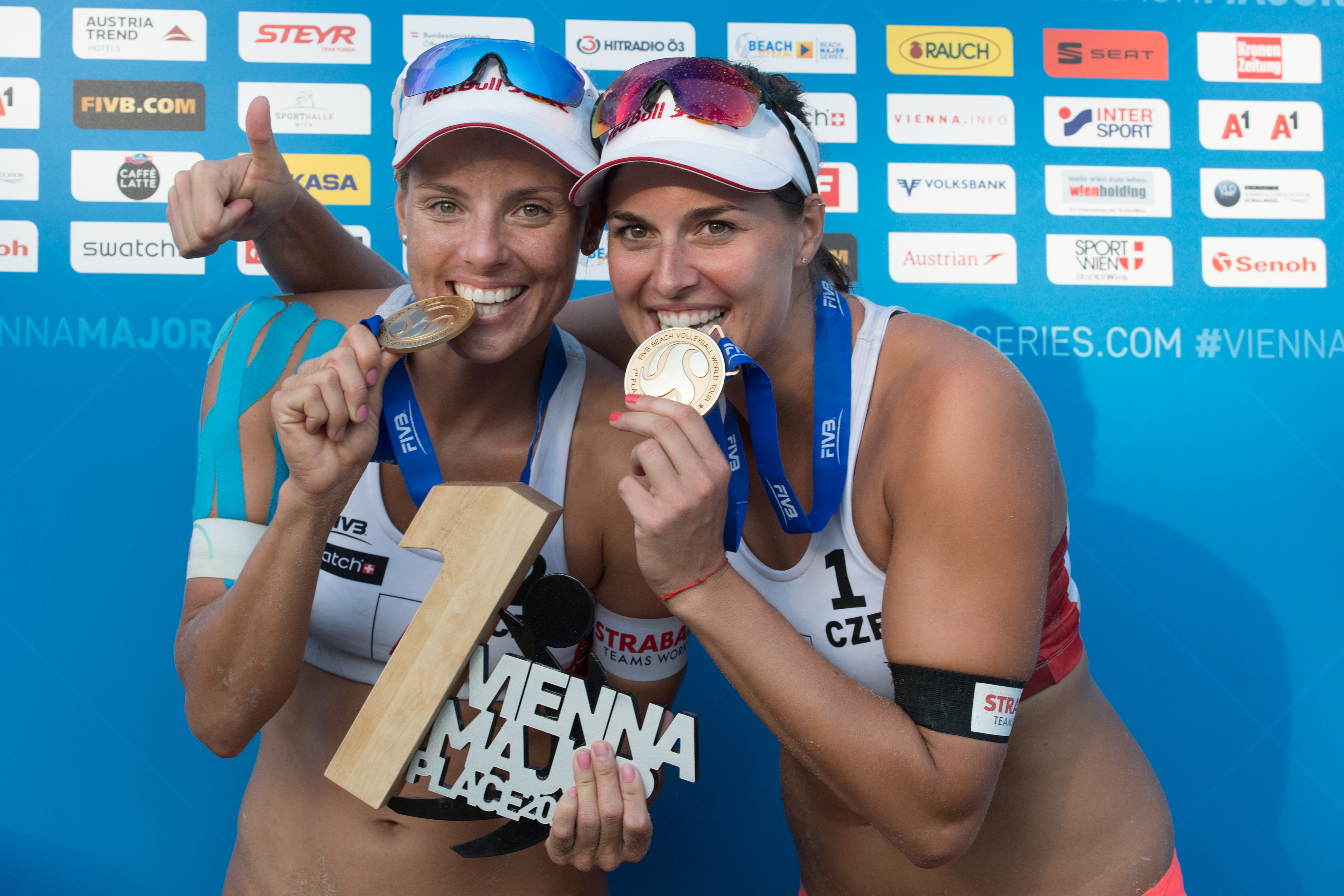
Hermannová (rechts) en Sluková na de winst in Wenen (2018)

In augustus 2015 wisselde Hermannová van partner naar Markéta Sluková en datzelfde jaar deed het duo nog mee aan vijf FIVB-toernooien. Daarbij kwamen ze tot een eerste plaats in Antalya en een vijfde plaats in Sotsji. Het jaar daarop waren Hermannová en Sluková actief op tien toernooien in het mondiale circuit, waarbij ze twee vijfde (Antalya en Klagenfurt) en drie negende plaatsen (Cincinnati, Moskou en Long Beach) behaalden. Het duo werd in Biel/Bienne bovendien Europees vice-kampioen nadat de finale verloren werd van Ludwig en Walkenhorst. Bij de Olympische Spelen in Rio de Janeiro werden ze in de tussenronde uitgeschakeld door de Russinnen Jekaterina Birlova en Jevgenija Oekolova. In 2017 speelden Hermannová en Sluková in aanloop naar de WK in Wenen zeven wedstrijden in de World Tour waarbij ze enkel toptienklasseringen noteerden; in Poreč eindigde het duo als tweede, in Rio als derde en in Gstaad als vijfde. Bij de WK bereikten ze de achtste finale die verloren werd van het Amerikaanse tweetal April Ross en Lauren Fendrick. Ze sloten het seizoen af met een vijfde plaats bij de World Tour Finals in Hamburg.
In 2018 deed het duo mee aan negen toernooien in het mondiale circuit waarbij ze op een uitzondering na enkel topvijfnoteringen haalden. Ze wonnen in Ostrava en Wenen, eindigden als tweede bij de Finals in Hamburg en als vierde in Den Haag. Bij de EK in Nederland behaalden Hermannová en Sluková het brons nadat het Spaanse duo Liliana Fernández Steiner en Elsa Baquerizo Macmillan in de troostfinale moest opgeven door een blessure. Het jaar daarop speelden ze tien wedstrijden in de World Tour. Ze behaalden daarbij onder meer een overwinning (Kuala Lumpur), een tweede plaats (Xiamen) en twee vijfde plaatsen (Wenen en de Finals in Rome). Bij het olympisch kwalificatietoernooi in Haiyang werden ze bovendien derde. Het daaropvolgende seizoen, dat in verband met de coronapandemie grotendeels afgelast werd, waren ze actief op twee toernooien in de nationale competities van Tsjechië en Oostenrijk. Bij de EK in Jūrmala eindigde het duo daarnaast als vierde na de troostfinale van de Russinnen Nadezjda Makrogoezova en Svetlana Cholomina verloren te hebben.

### 2021 tot en met 2024
In 2021 speelden Hermannová en Sluková in aanloop naar de Olympische Spelen vijf FIVB-wedstrijden waarbij ze tot drie negende plaatsen kwamen (tweemaal Cancun en Ostrava). Het duo had zich geplaatst voor de Spelen in Tokio, maar kon door een coronabesmetting van Sluková niet in actie komen. Na afloop van de Spelen beëindigde Sluková haar sportieve carrière, waarna Hermannová een team vormde met Marie-Sára Štochlová. Datzelfde jaar nam het duo nog mee aan de EK in Wenen – waar Tina Graudina en Anastasija Kravčenoka uit Letland in de achtste finale te sterk waren – en het FIVB-toernooi van Itapema. Met Daniela Resová en Michaela Brinková deed ze verder mee aan de internationale toernooien in respectievelijk Praag en Brno. Het jaar daarop namen Hermannová en Štochlová deel aan tien toernooien in de Beach Pro Tour – de opvolger van de World Tour. Ze wonnen het Challenge-toernooi in Dubai, eindigden als tweede in Agadir en bereikten de kwartfinale in Kuşadası. Bij de WK in Rome kwam Hermannová met Bonnerová na drie nederlagen niet verder dan de groepsfase.
In 2023 waren Hermannová en Štochlová actief op tien toernooien in de Beach Pro Tour. Ze wonnen in eigen land het Future-toernooi van Brno en behaalden een bronzen medaille bij de Edmonton Challenge. Bij de WK in Tlaxcala bereikte het duo de zestiende finale, waar ze werden uitgeschakeld door de Amerikaansen Julia Scoles en Betsi Flint. Bij de EK in Wenen was de tussenronde tegen Monika Paulikienė en Ainė Raupelyté uit Litouwen het eindstation. Het seizoen daarop kwamen ze voor de zomer bij zes toernooien tot twee negende plaatsen (Recife en Ostrava). Bij het olympisch kwalificatietoernooi eindigden ze met Tsjechië als tweede achter Nederland. Omdat er geen Nederlands team was dat voldeed aan de eisen van NOC*NSF, ging het olympisch startbewijs alsnog naar Hermannová en Štochlová. Bij de Olympische Spelen in Parijs verloor het duo in de play-offs van Melissa Humana-Paredes en Brandie Wilkerson uit Canada. Bij de EK in Nederland eindigden ze als vijfde, nadat de kwartfinale van Paulikienė en Raupelyté verloren werd. Diezelfde maand wonnen ze een bronzen medaille bij het Future-toernooi van Brno.

## Palmares
Kampioenschappen
- 2016:  EK
- 2017: 9e WK
- 2018:  EK

FIVB World Tour
- 2014:  Mangaung Open
- 2015:  Antalya Open
- 2017:  4* Rio de Janeiro
- 2017:  5* Poreč
- 2018:  4* Ostrava
- 2018:  5* Wenen
- 2018:  World Tour Finals Hamburg
- 2019:  4* Xiamen
- 2019:  3* Kuala Lumpur

Beach Pro Tour
- 2022:  Agadir Challenge
- 2022:  Dubai Challenge
- 2023:  Edmonton Challenge
- 2023:  Brno Future
- 2024:  Brno Future